# Cavalcano Sala
Cavalcano Sala (... – Lovere, gennaio 1263) è stato un vescovo cattolico italiano.
Era arciprete della cattedrale quando venne nominato vescovo di Brescia direttamente dal pontefice Innocenzo IV.
Morì esule a Lovere nel 1263, dopo che Ezzelino da Romano occupò Brescia sconfiggendo i guelfi.
Fu sepolto a Lovere nella parrocchiale di San Giorgio.

## Stemma
Troncato: di rosso pieno e vaiato all'antica d'argento e d'azzurro.